# Посёлок Киевский
Посёлок Ки́евский — остановочный пункт Большого кольца Московской железной дороги (участок Бекасово I — Столбовая) в посёлке Киевский Троицкого округа Москвы. Остановочный пункт находится в границах станции Бекасово-Сортировочное, основные парки которой находятся к юго-востоку.

## Расположение
Платформа расположена на юго-западе основной части посёлка Киевский (15 минут пешком от самого дальнего конца). Ближайший дом № 2 (в 3-5 минутах), для попадания на платформу надо пересечь один путь (I главный) через переезд на насыпи, затем на второй насыпи перейти три пути по настилу на вторую платформу. Также от коттеджной части посёлка и домов № 1,1А 5-10 минут по пешеходной дороге можно попасть сразу на вторую платформу.
Платформы направлением на Москву/на Кубинку (платформа № 2 на IV пути) хватает на 4 вагона, платформы направлением из Москвы/на Детково (платформа № 1 на II пути) на 6.5 вагонов. Платформы низкие, расположены на высокой насыпи, не напротив друг друга из-за конфигурации путей.
Кроме двух путей между платформами, по которым следуют электропоезда, сзади платформы направлением на Москву проходят 2 грузовых пути в парк «А» станции Бекасово-Сорт. (9-й и 11-й соединительный пути). Пешеходные переходы с платформы на платформу и в посёлок с первой платформы — только по настилам через пути. В зависимости от занятости путей грузовыми поездами электропоезда могут прибывать на другие платформы, номер платформы всегда объявляется по громкой связи.
Билетная касса находится на платформе направлением на Москву, можно приобрести билеты для «прямых» электропоездов на радиальное направление, работает только в будни в первой половине дня с перерывами. Для поездок по Большому кольцу билеты приобретаются в электропоезде у разъездных кассиров.
В полукилометре на северо-запад от платформы проходит Киевское шоссе (М3 «Украина»).

## Расписание и направления движения
Остановка обслуживается электропоездами моторвагонного депо ТЧПРИГ-20 Апрелевка Киевского направления МЖД. Останавливаются все проходящие электропоезда по расписанию.
- Электропоезда по Большому кольцу МЖД в сторону Детково через платформы Бекасовского сортировочного узла, где работает некоторая часть населения. Могут следовать до Бекасово-Сорт., Мачихино, Крестов, Сандарово, Столбовой, Детково.
- Электропоезда по Большому кольцу МЖД в сторону Кубинки II. На следующей станции Бекасово I (в 4 минутах) можно сделать пересадку на радиальное Киевское направление.
- «Прямые» электропоезда по Большому кольцу с выходом на радиальное Киевское направление из/в сторону Апрелевки и Москвы-Киевской, в/из Калуги I. При этом поезда до Москвы-Киевской и обратно, а также до Апрелевки и один из двух рейсов обратно следуют без захода на платформы станции Бекасово I, по соединительной ветви № 5. До Москвы-Киевской — 1 час 15 мин. — 1 час 20 мин.

## Пассажиропоток
С появлением автобусного маршрута № 1002 Посёлок Киевский — Москва (м. «Саларьево») на Киевском шоссе и изменением его расписания на раз в 20-30 минут плюс реконструкцией Киевского шоссе без светофоров, пассажиропоток на направлении Пос. Киевский — Бекасово-1 — Москва существенно упал. На электропоездах в Москву ездят в основном те, у кого есть право бесплатного проезда на ж/д транспорте или в часы летних «дачных» пробок на Киевском шоссе.
В настоящее время платформа используется в основном для поездок на работу (Бекасово-Центральное) и с работы работниками Бекасовского ж/д узла.
Подавляющая часть пассажиров на направлении Пос. Киевский — Столбовая ездит до ст. Бекасово-Центр. и обратно. После пл. Бекасово-Центр. электропоезда (если это не прямые электропоезда из Москвы, в которых много дачников, особенно летом на выходных) в сторону Столбовой, как правило, едут пустые.

## История
До конца 90-х частота хождения электропоездов по Большому кольцу в расписании была более интенсивной. Сокращение произошло из-за уменьшения пассажиропотока, а также возросших приоритета и потока грузовых поездов для обработки сортировочным узлом.
В конце 80-х — начале 90-х платформы были расширены и удлинены примерно в 2 раза каждая. Построено новое кирпичное здание билетной кассы чуть восточнее старого, деревянного, от которого до сих пор остались опоры. До удлинения платформа на Мачихино в западной части состояла из шпал.
Неоднократно менялись лестничные сходы в обе стороны, бывшие деревянными и бетонными (менее надёжными), старые сходы до сих пор валяются в стороне от дороги.
В 2000-х изменился режим работы кассы, если ранее она работала каждый день большую часть дня, то остался только по будням в первой половине дня с большими перерывами.
В конце 2013 — начале 2014 года лестничный сход в сторону домов № 1, 1А был заменён, построен крытый металлический под углом с мягким покрытием, к лету почти стёршимся. На платформах построены новые павильоны ожидания так, чтобы не преграждать дорогу (на длинной вместо старого, построенного несколько лет назад, на короткой за зданием кассы вместо ящика с песком). Спрямлён угол на короткой платформе, существовавший с перестройки билетной кассы из-за близости 11-го соединительного пути, теперь платформа плавно расширяется. Также постепенно в 2014 году было заменено ограждение на платформах на менее хлипкое. Летом 2014 года установлены новые таблички нумерации платформ, вместе с этим нумерация платформ поменялась местами: короткая — бывшая № 1 стала № 2; длинная — бывшая № 2, стала № 1.

## Галерея
| - Вывеска и вид на посёлок - Вид на боковую платформу и настил - Дорога в посёлок Киевский - Восьмивагонный электропоезд |